# 摩納哥親王宮

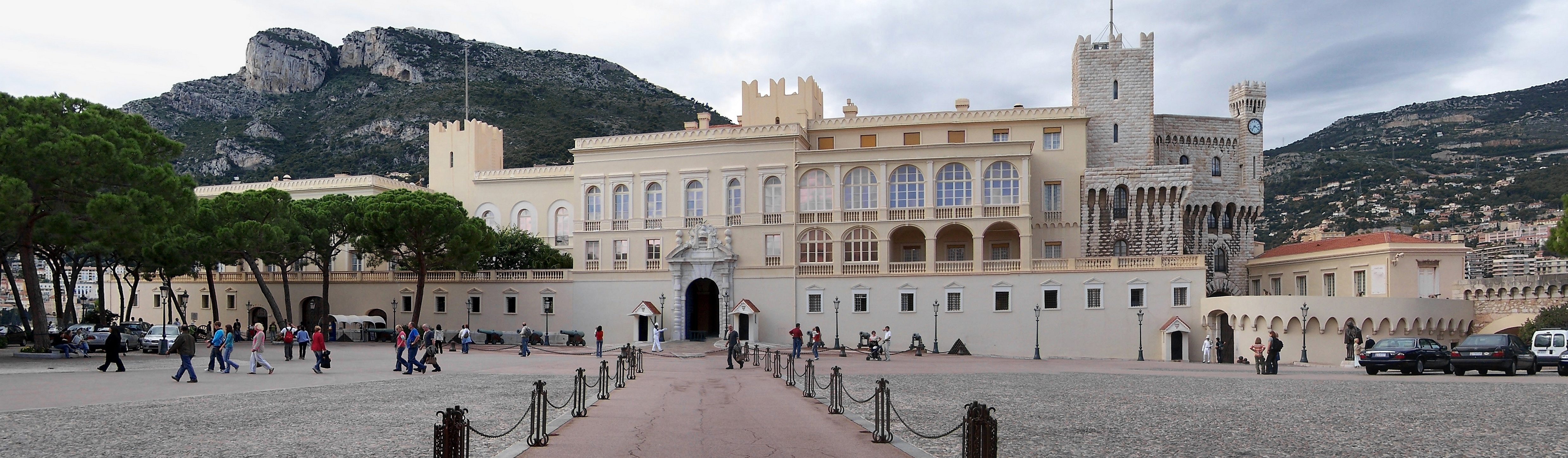
摩納哥親王宮

摩納哥親王宮（Prince's Palace of Monaco）是摩納哥親王的宮殿。現在的建築修建於1911年，曾是熱那亞共和國的堡壘。親王宮在歷史上曾經多次遭到外國勢力的攻擊，這使得親王宮建築並不豪華，相反強調防衛功能。加上摩納哥面積狹小，因此摩納哥王室始終居住在親王宮。現在的親王宮建築融合了多種不同的建築風格。摩納哥親王宮也是一個旅遊景點，在夏季對公眾開放。

## 外部連結
维基共享资源上的相關多媒體資源：摩納哥親王宮
43°43′53.1″N 07°25′12.99″E / 43.731417°N 7.4202750°E